# ワンウィセート郡
座標: 北緯7度44分6秒 東経99度23分36秒 / 北緯7.73500度 東経99.39333度
ワンウィセート郡（ワンウィセートぐん）はタイ南部・トラン県にある郡（アムプー）である。

## 名称
ワンウィセートとは「最高の宮殿」と言う意味である。

## 歴史
ワンウィセートは1981年7月15日シカオ郡から5のタムボンが分離して分郡（キンアムプー）として成立した。最初の一時的な郡庁はワット・ラートランサン (วัดราษฎร์รังสรรค์, 別名ワット・トンプロン วัดต้นปรง) におかれた。
1990年5月21日、分郡から郡（アムプー）へ昇格した。

## 地理
郡はトラン川の形成した平地に広がり、北部がやや山がちになっている。主な水源はトラン川、チー川などである。
交通は国道4号線が東西に通っており東にフワイヨート、西にクラビー方面と通じる。北に国道4225号線が通っておりバーンカン方面と通じる。

## 経済
郡内の主な産業は農業で、アブラヤシ、パラゴムノキ、果物類が生産されている。

## 行政区分
郡は5のタムボンに分かれ、さらにその下位に70の村（ムーバーン）がある。自治体（テーサバーン）があり、以下のようになっている。
- テーサバーンタムボン・ワンウィセート・・・タムボン・マプラーンヌアの一部。

また郡内には5のタムボン行政体（オンカーンボーリハーンスワンタムボン）がある。
| 1. タムボン・カオウィセート・・・ตำบลเขาวิเศษ 2. タムボン・ワンマプラーン・・・ตำบลวังมะปราง 3. タムボン・アーオトン・・・ตำบลอ่าวตง 4. タムボン・ターサバー・・・ตำบลท่าสะบ้า 5. タムボン・ワンマプラーンヌア・・・ตำบลวังมะปรางเหนือ | Map of Tambon |